# Klipa (gra)

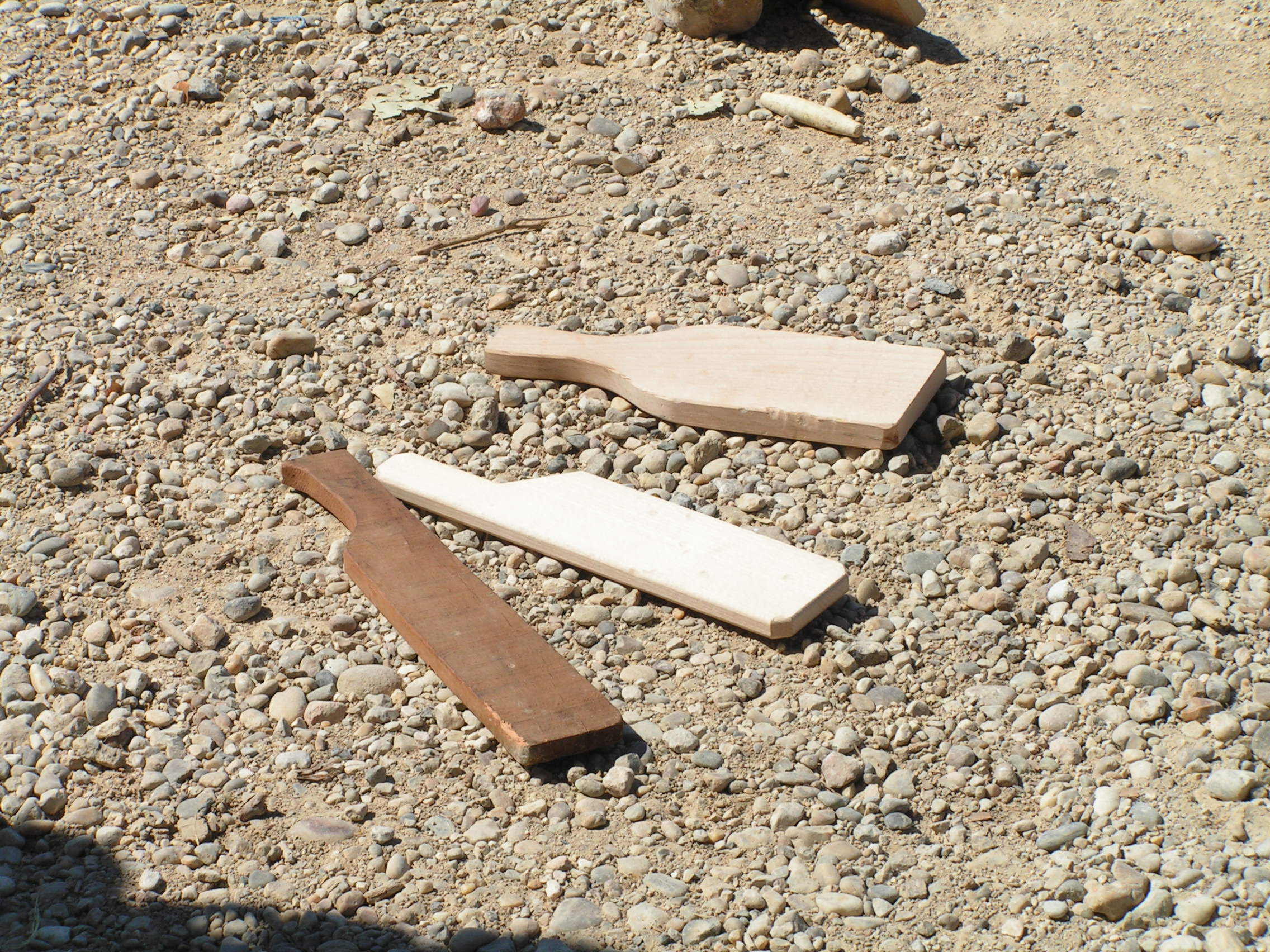
Kije

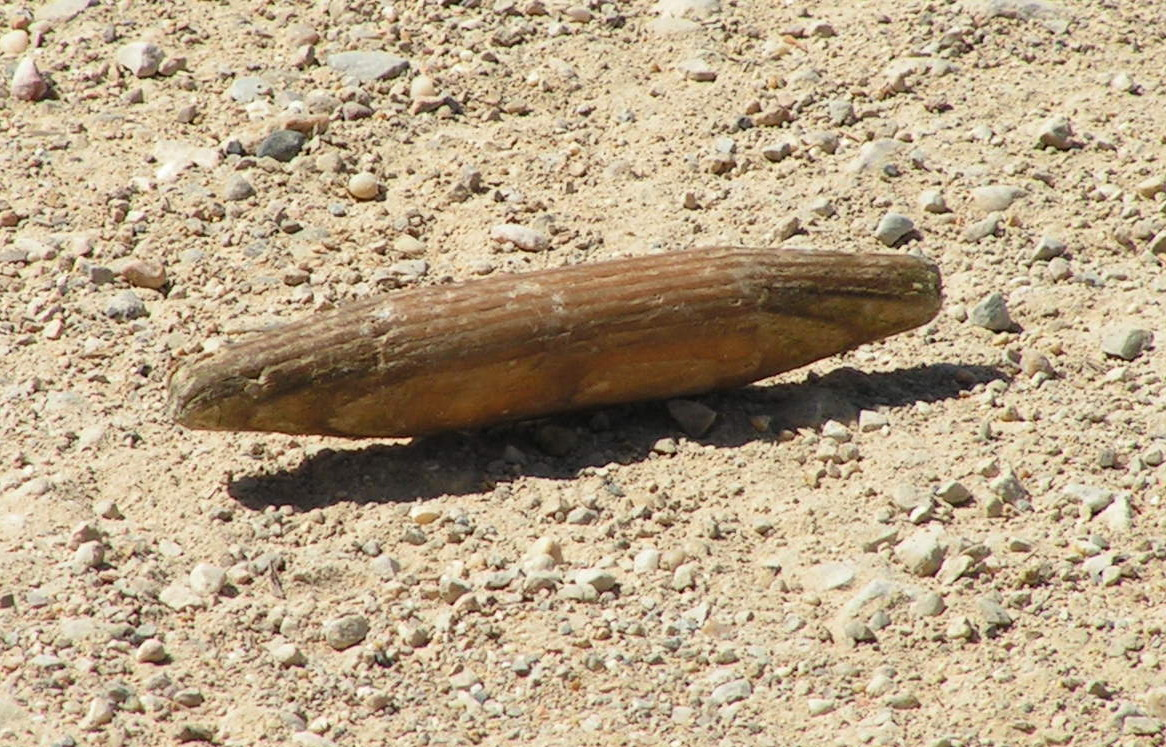
Klipa

Klipa – typ popularnej niegdyś gry podwórkowej, będącej głównie rozrywką dzieci.

## Akcesoria
Na ziemi rysuje się koło. Do gry służą dwa kije, jeden długi (ok. 1 m), drugi krótszy (10–15 cm), o zaostrzonych końcach, zwany „klipą”.

## Zasady
Gra polega na tym, iż jeden zawodnik wybija większym kijem ten mały (tzw. "klipę") z koła jak najdalej, a inni zawodnicy próbują złapać klipę lub odkopnąć w kierunku koła. Następnie zawodnik, który klipę złapał lub odkopnął, stara się wrzucić klipę do koła. Osoba w kole próbuje do tego nie dopuścić. Jeżeli klipa nie wpadła do koła, osoba broniąca ma prawo do trzykrotnego odbicia klipy, uderzając ją w zaostrzone końce i wybijając, kiedy podskoczyła do góry. Następnie osoba w kole liczy liczbę kroków od klipy do koła. To są jej punkty. Kto wrzucił klipę do koła, zajmuje miejsce wybijającego. Wygrywa ten, kto jako pierwszy zdobędzie określoną liczbę punktów.

## Pochodzenie
Klipa jest odmianą znanej od starożytności w Indiach gry Gilli-Danda. Znana jest w wielu krajach pod różnymi nazwami, między innymi uprawiana jest od XV w. we Włoszech jako lippa.

## Klipa w kulturze
W poemacie Kwiaty polskie Juliana Tuwima jeden z bohaterów, łódzki ulicznik Kazek, jako „król” chłopaków ogłasza prawo: „Jeżeli klipa sztorcem stanie, liczyć zaczyna się na nowo”.
W powieści Johna Steinbecka Na wschód od Edenu dwaj bohaterowie, bracia Karol i Adam Traskowie, grają w odmianę klipy zwaną pee-wee.
W bollywoodzkim filmie Lagaan indyjski pierwowzór klipy Gilli-danda jest określony jako gra podobna do krykieta.
Indyjski pisarz Premczand napisał opowiadanie zatytułowane Gilli-danda, w którym gra jest ważnym elementem pozwalającym zrozumieć stosunki psychologiczne i społeczne między bohaterami.